# Дрински корпус ЈВуО
Дрински корпус (Горски штаб 580) био је корпус Југословенске војске у Отаџбини који је обухватао срез Сребреницу, Вишеград, Чајниче и Фочу током Другог свјетског рата. Командант корпуса био је капетан мајор Алекса Драшковић. Бројно стање корпуса било је око 3.500 бораца, 1943. године.

## Састав корпуса
- Комадант: мајор Алекса Драшковић
- Начелник штаба: капетан Глумац Стеван
- Помоћник команданта: капетан Јовановић Предраг
- Шеф пропаганде: свештеник Станојевић Новак
- Корпусни свештеник: свештеник Радовић Милан, па свештеник Станојевић Новак
- Командир Пратеће чете: поручник Бора Благојевић

### Бригаде
- Вишеградска (командант мајор Драгиша Васиљевић, погинуо приликом хапшења Драже Михаиловића, 13. марта 1946)
- Сребреничка (командант капетан Ненад Ђорђевић, рођен 1911, преминуо 1993)
- Летећа бригада “Босна“ (командант капетан Петар Јосић)
- Бригада “5. октобар“ (по дану ослобођења Вишеграда од Немаца 1943)
- Фочанска (ком. п.пор. Милан Матовић)
  - Челебићка бригада (ком. жандармеријски наредник Спасоје Дакић)
- Чајничка (ком. п.пор. Милош Вучковић, погинуо 1946, начелник штаба п.пор. Жарко Кораћ)